# Beta
|  | Per a altres significats, vegeu «Beta (desambiguació)». |

La beta és la segona lletra de l'alfabet grec.
S'escriu en majúscula: Β, en minúscula β (o ϐ). Té un valor numèric de 2. El seu nom ve d'una paraula semítica que volia dir tenda, ja que el símbol originari s'hi assemblava.
Tot i la seva semblança, cal no confondre-la amb la lligadura ß (Eszett o scharfes S) usada en alemany, que té un so i un origen completament diferents.

## Ús de beta
- Física:
  - en minúscula, L'emissió beta és una forma de desintegració dels nuclis dels àtoms.
  - En majúscula, partícula Β (o raigs Β, flux de partícules beta). Partícula emesa en la desintegració beta: està formada per un electró altament energètic, és a dir, que es mou a una velocitat propera a la de la llum.
- En AFI representa el so de la fricativa bilabial sonora
- En informàtica, un producte en fase beta està a punt per ser provat en públic
- En biologia, un tipus de cèl·lula que produeix insulina